# 576793 Károlyiamy
576793 Károlyiamy este o planetă minoră (asteroid) din centura de asteroizi. A fost descoperită pe 20 octombrie 2012 la Piszkéstetői Obszervatórium⁠(d) de . 
Obiectul prezintă o orbită caracterizată de o semiaxă mare de 2,8688658595925 UAi, o excentricitate de 0,070033717165196, o înclinație de 6,2589100512798 ° în raport cu ecliptica.